# Tomoe (Symbol)

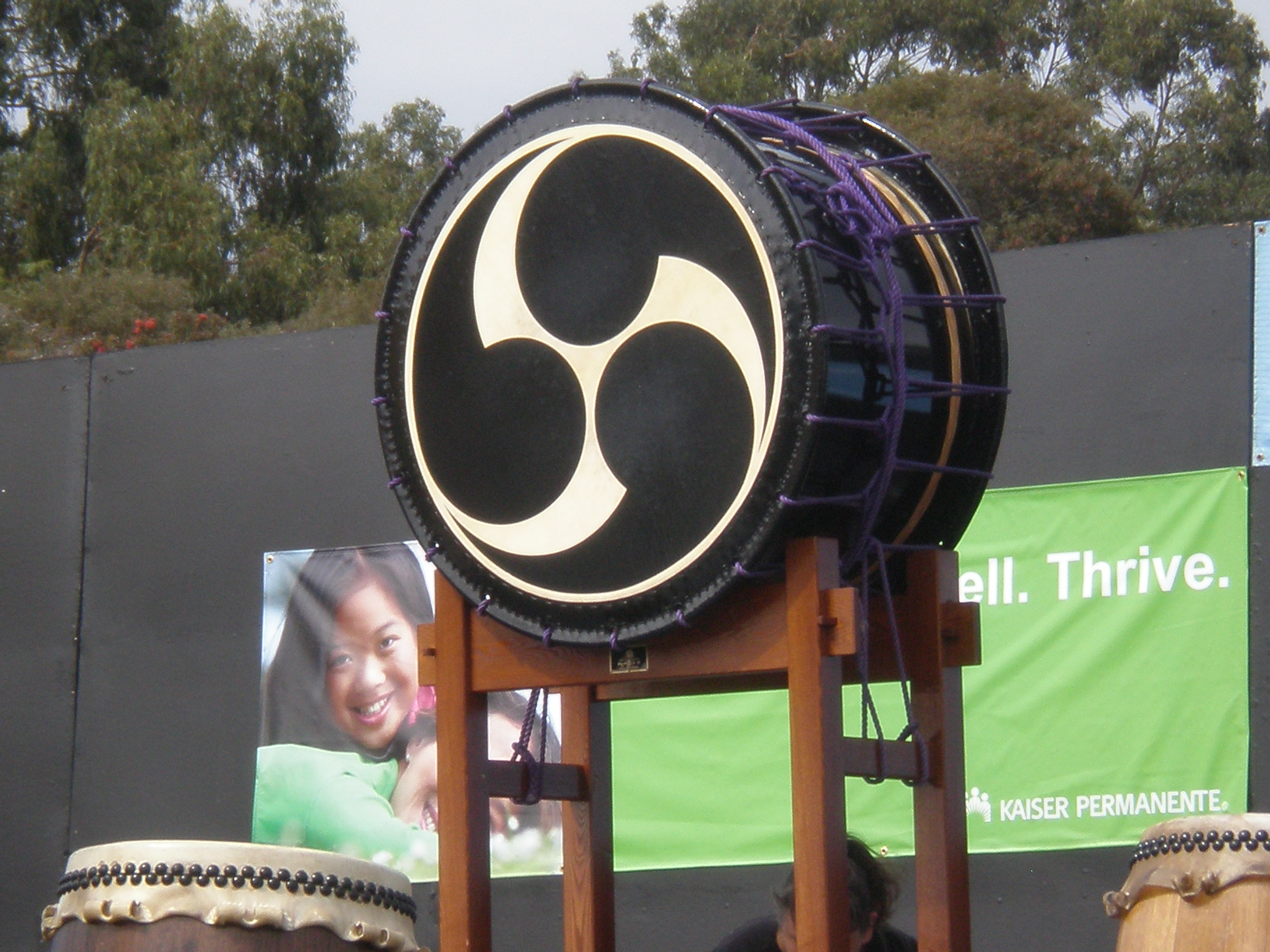
Dreifach-Tomoe auf einer japanischen Trommel

Das Tomoe (jap. 巴, auch 鞆絵), bzw. tomoe-mon (巴紋) ist ein abstraktes japanisches Emblem, bestehend aus einem, zwei oder drei komma- bzw. perlartigen Formen.
Zumeist wird es als Hauswappen (家紋, kamon), Schreinsymbol (神紋, shinmon) oder Firmenlogo verwendet. Seinen Namen verdankt das Emblem seiner Ähnlichkeit mit einem Wasserstrudel (巴, tomoe), doch gibt es auch die Ansicht, das Tomoe stelle ein archaisches Krummjuwel (勾玉, magatama) dar. Eine weitere etymologische Erklärung führt den Begriff auf den Handschutz der Bogenschützen (鞆, tomo) zurück. Am häufigsten ist das dreifache Tomoe (三つ巴, mitsudomoe) zu finden, es gibt jedoch auch einfache, zweifache und sogar vierfache Tomoe-Embleme, jeweils in linksdrehender und rechtsdrehender Version.

## Etymologie
Das Schriftzeichen 巴 (chinesische Aussprache bā) hat mehrere Bedeutungen, u. a. als Verb von „hoffen“, „erwarten“ oder „besorgt sein“. Das chinesische Schriftzeichen stellt nach Bernhard Karlgrens Interpretation der kleinen Siegelschriftgrafik eine Python dar. Das japanische Wort selbst ist möglicherweise altaischen Ursprungs, da es Vergleiche mit dem mittelmongolischen tomuγa (gedrehter Pferdekopfschmuck, vom Verb tomu (flechten, drehen)) und Ordos t’omok („eine Tasche, die am Kopf eines Pferdes hängt“) aufweist. In letzterem Zusammenhang zeigen Tang-Keramikfiguren von Pferden kleine Säckchen, die am unteren Hals festgebunden sind, vielleicht um das Pferd daran zu hindern, den Kopf nach hinten zu werfen.
Eine andere Theorie ist, dass sich das Wort auf ein Bild e (絵) eines tomo (鞆) bezieht, wobei das fragliche tomo, auf Alt-Japanisch to2mo2, ein runder lederner Armschutz ist, wie der Armschutz oder die Stulpe des europäischen Bogenschießens. Roy Andrew Miller beschrieb es als „ein kleiner hohler Sack oder eine Knolle aus genähtem Leder mit ledernen Bindebändern, manchmal geprägt mit einem kommaähnlichen dekorativen Gerät (tomoe) kontinentalen Ursprungs“. Es wurde am linken Ellbogen oder Handgelenk eines Bogenschützen getragen, um entweder das Scheuern der Bogensehne (tsuru: 弦) zu verhindern, die beim Abschuss eines Pfeils in die richtige Position zurückschnellt, oder um den Feind durch das scharfe Geräusch zu erschrecken, das durch das Auftreffen der Bogensehne auf den Handgelenkschutz verursacht wird. Das „Tomo-Bild“ (tomoe) kann daher entweder als ein visuelles Wortspiel auf das dargestellte tomo interpretiert werden, oder aber als Übernahme des Namens von diesem Objekt. Mehrere solcher Beispiele sind in Nara im Shōsōin erhalten.

## Theorien zum Ursprung
Der Ursprung des Tomoe ist umstritten. Ein Muster, das dem Zweikomma-Tomoe (futatsudomoe) ähnelt, wurde in alten Kulturen auf allen bewohnten Kontinenten gefunden. Ein stilisiertes Design auf einer Yangshao-Schale stammt aus dem Jahr 2000 v. Chr. Das Motiv von zwei sich umkreisenden Delfinen, die sich gegenseitig in den Schwanz beißen, wurde auf kretischer Keramik aus der minoischen Zeit (1700–1400 v. Chr.) gefunden, und zwei Fische, die sich kreisförmig beißen, tauchen sowohl auf chinesischer als auch auf zentralmexikanischer Keramikware auf. Tomoe-ähnliche Symbole sind häufig auf prähistorischen keltischen Überresten zu sehen, und ein Spiegel aus Balmaclellan ist fast identisch mit dem Mitsudomoe. In China wurde die Form des doppelten Kommas mit der Yin-Yang-Philosophie der gegensätzlichen männlichen/weiblichen Prinzipien assimiliert und schließlich im Tàijítú-Design der späten Song-Dynastie verbreitet. Dieses Design wiederum tauchte im 7. Jahrhundert in Korea auf, wo es als Taegeuk bekannt war. Nach Jean Herbert verkörperte die mitsudomoe in diesen Kontexten drei Geister, wobei die Yin-Yang-Dyade durch einen aramitama (rauer Kami) und einen nigimitama (sanfter Kami) repräsentiert wurde, während das dritte Komma den sakimitama oder Glücksgeist bezeichnete.
N. Gordon Munro argumentierte, dass die Grundlage für das Mitsudomoe-Muster, ein Motiv, das auch bei den Ainu zu finden ist, die osteuropäische und westasiatische Figur der Triskele sei, die seiner Meinung nach hinter dem chinesischen dreibeinigen Krähenmuster und dessen Verkörperung in der mythischen japanischen Krähe Yatagarasu (八咫烏), stehe.

## Symbolik und Gebrauch
Das Tomoe ist eng mit Shinto-Schreinen verbunden, insbesondere mit solchen, die Hachiman, dem Gott des Krieges und des Bogenschießens, gewidmet sind. Hachiman wird in der Shinto-Kosmologie und in Ritualen, wie z. B. am Hakozaki-Schrein, immer wieder mit der Zahl drei in Verbindung gebracht. Allerdings ist das Tomoe weder allein auf Hachiman beschränkt noch benutzen alle Hachiman-Schreine ein Tomoe-Symbol. Viele Hachiman-Schreine verwenden zum Beispiel ein Taubensymbol, während der berühmte Tsurugaoka Hachiman-gū-Schrein in Kamakura in Anspielung auf den Ortsnamen Tsurugaoka (= Kranichhügel) das bekannte Kranichsymbol verwendet.
Eine gewisse Affinität zwischen Tomoe-Symbol und Hachiman lässt sich dennoch belegen. So wurde das Zeichen von den Wakō-Piraten verwendet, die Hachiman zu ihrem speziellen Schutzgott erkoren hatten. Möglicherweise durch Vermittlung der Wakō wurden sowohl Hachiman als auch das Tomoe-Symbol im Inselreich Ryūkyū (heute Okinawa) bekannt und vom dortigen Königshaus übernommen. Ebenfalls wurde das Symbol von verschiedenen Samurai-Clans wie Kobayakawa und Utsunomiya als gemeinsames Gestaltungselement in japanische Familienwappen (家紋, kamon) übernommen.
Zudem ist das tomoe-mon mitunter auch bei buddhistischen Tempeln, z. B. an den runden Enden von halbzylindrischen Dachziegeln, zu finden. Da das Emblem in China mit Wasser in Verbindung gebracht wird, soll es auf Dächern und Giebeln vor Feuer schützen. Als universales religiöses Symbol ist es zudem häufig auf den traditionellen japanischen Trommeln (taiko) abgebildet. Das Tomoe wird auch häufig auf Bannern und Laternen dargestellt, die bei Festen und Ritualen im Zusammenhang mit Amaterasu-ōmikami verwendet werden.
Das Wort Tomoe kann in Japan auch als Vorname sowohl von Männern als auch von Frauen getragen werden. Berühmtestes Beispiel ist die halblegendäre Tomoe Gozen, eine der wenigen weiblichen Samurai-Gestalten.

## Galerie

Zweifach-Tomoe als Wappen (mon) des Oyama-Klans
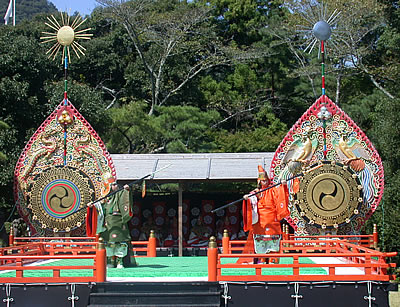
Zweifach- und Dreifach-Tomoe bei einer Kagura-Aufführung am Ise-Schrein